# 无政府主义与马克思主义
无政府主义与马克思主义是产生于19世纪的两种类似的政治哲学。虽然无政府主义与马克思主义都是由内部冲突驱动的复杂的运动，作为两种意识形态的运动，二者都将其注意力主要集中在了通过政治行动来取得人类解放。同样，两者都对废除工业革命后产生的社会不平等极其感兴趣。在其最重要的社会形态之中，两者的运动都是具有革命性的，并且把工人阶级看做是革命的主体。在工人运动当中，马克思主义者与无政府主义者有时会联合起来，有时会互相反对。在一些革命当中，也存在马克思主义者与无政府主义者之间的武装冲突。

## 无政府主义者和马克思主义运动之间的冲突
无政府主义和马克思主义之间的合作往往侧重于行动趋同，通过建立基于自身意识形态的工人阶级组织来达到自身所描述的社会主义社会，基于自身独立性开展一系列合作活动，但在实际行动之中往往与理想的合作情况相悖。无政府主义者和马克思主义者之间的第一个主要思想冲突发生在第一国际，欧洲共产党的革命运动范围内。其后被开除出第一国际的无政府主义者（米哈伊尔·巴枯宁等）在瑞士成立无政府主义国际。无政府主义者和马克思主义者之间的第一次大规模武装冲突是在俄国内战之中，无政府共产主义者内斯托尔·马赫诺所领导（尽管很难将黑军视作马赫诺的武装）的黑军及马赫诺运动与布尔什维克及其所领导的苏维埃俄国之间爆发的一系列冲突，并且这些冲突最终引发了喀琅施塔得起义。
在西班牙内战伊始，无政府主义者与马克思主义者，左翼共和主义者同在人民阵线所领导的西班牙第二共和国政府之中。内战爆发后全国劳工联盟-伊比利亚无政府主义联合会（全劳联-伊无联）立即采取无政府工团主义的激进革命措施展开一系列社会革命，但均遭到西班牙工人社会党，西班牙共产党和左翼共和主义者的阻击，最终在1937年及其之后几近失败。在整个西班牙内战期间，西班牙共产党着力于扩大自身在第二共和国及人民阵线之中的影响力，一个重要环节就是打击全劳联-伊无联，同时他们也是苏联援助的来源之一。值得一提的是，尽管是一个小党，但马克思主义统一工人党仍然在内战期间扮演了极其重要的角色，他们持有与全劳联-伊无联不相上下的激进革命立场，在内战中双方也多为友好状态。
西班牙内战中的冲突最高潮是1937年5月爆发在巴塞罗那的流血事件，全劳联-伊无联与马克思主义统一工人党一起和加泰罗尼亚自治主义者/共产党/共和主义者之间走向街垒巷战，最终事件引发了第二共和国内部的政治风暴，以拉尔戈·卡瓦列罗所领导的内阁倒台，受共产党支持的胡安·内格林领导的内阁上台告终。
在二次世界大战后在西方无政府主义和马克思主义之间的重大冲突一般仅限于宗派左翼无政府主义者群体和托派分子之间争拗或托洛茨基启发团体在轻微点战术或语言的使用。此外，新的左以来，主要收敛内马克思主义思想的次要趋势与无政府主义之间发生了，一般探索工人阶级自我解放的地区。倒塌后的苏联，斯大林，邮政斯大林或启发了斯大林的马克思主义者和无政府主义者，由于苏联的影响在马克思主义者圈子内的溶解之间出现小冲突。2000 年以前, 是小冲突亲属性无政府主义和马克思主义之间的亲属性无政府主义运动小大小和行为改变他们自己的感知运动内亲属性无政府主义运动的重点。